# Chandler Jones (Footballspieler, 1990)
Chandler James Jones (* 27. Februar 1990 in Miramar, Florida) ist ein ehemaliger US-amerikanischer American-Football-Spieler auf der Position des Outside Linebacker und Defensive End.
Chandler Jones wurde nach einer vielversprechenden Karriere im College Football an der Syracuse University im NFL Draft 2012 von den Patriots als 21. Spieler ausgewählt. Neben dem erfahrenen Nose Tackle Vince Wilfork etablierte er sich als Stammspieler. Mit New England scheiterte er zweimal in den Play-offs, bis er in der Saison 2014 mit den Patriots den Super Bowl XLIX gewann. Nach der Saison 2015 wurde er im Tausch für einen Zweitrundenpick im Draft 2016 und den Guard Jonathan Cooper an die Arizona Cardinals abgegeben.
Jones stammt aus einer sportlichen Familie. Sein ältester Bruder Arthur Jones spielt ebenfalls Football und gewann mit den Baltimore Ravens den Super Bowl XLVII. Sein älterer Bruder Jon "Bones" Jones ist mehrfacher Weltmeister der Ultimate Fighting Championship in den Mixed Martial Arts.
Im ersten Spiel der Saison 2021 schaffte er gegen die Tennessee Titans neben zwei Forced Fumbles fünf Sacks und hat damit mehr als 100 Sacks in seiner Karriere. Für das Spiel wurde er außerdem zum NFC Defensive Player of the Week gewählt.
Im März 2022 einigte Jones sich mit den Las Vegas Raiders auf einen Dreijahresvertrag im Wert von 51 Millionen US-Dollar.
Ende September 2023 wurde Jones von den Raiders entlassen, nachdem er bereits seit Mai nicht mehr mit dem Team trainiert hatte.